# Корсиканський козел

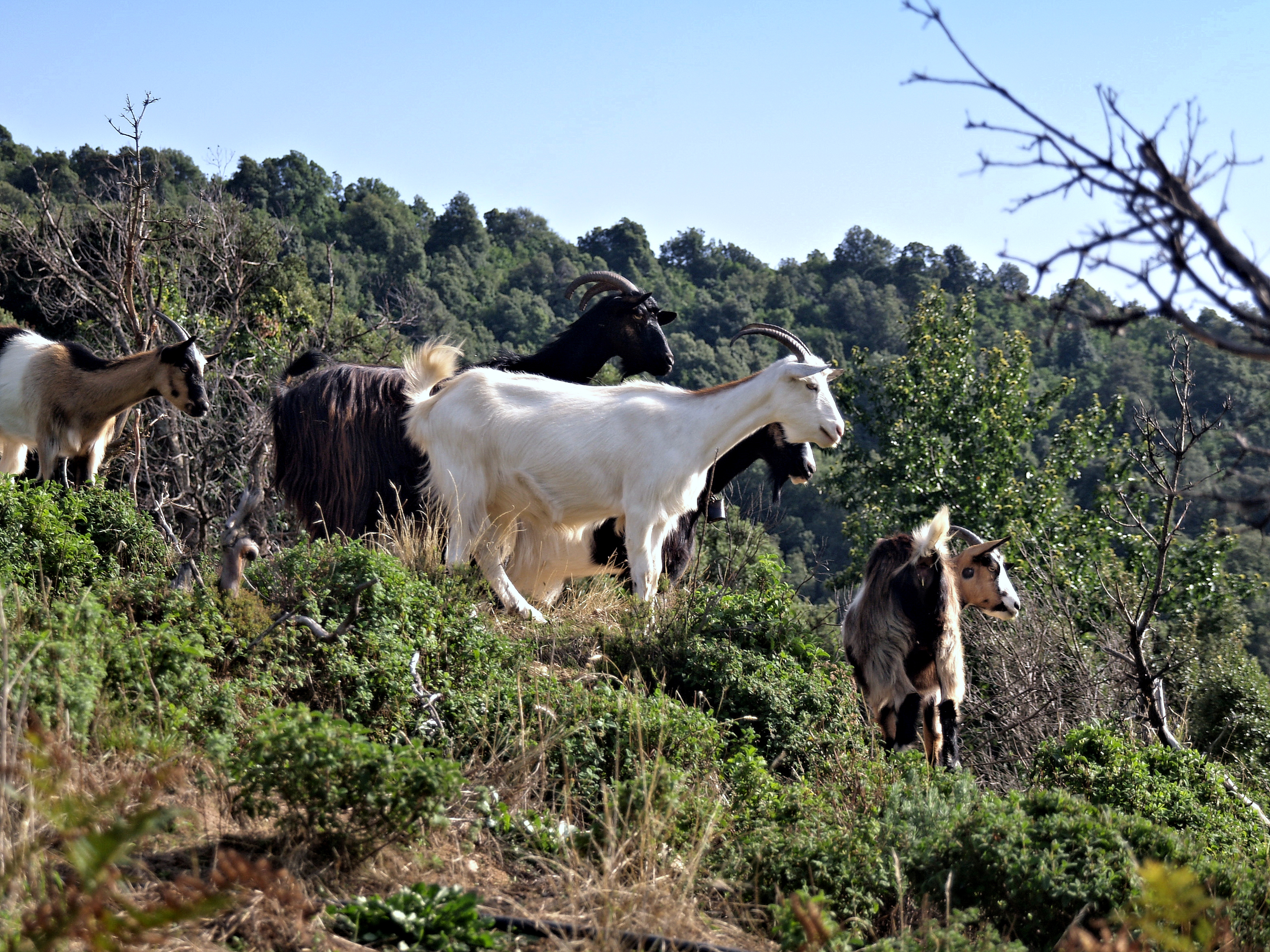

Корсиканський козел — вид породи кіз, які зустрічаються на французькому острові Корсика. Використовується в основному для виробництва молока.